# صيغة نصف فرجيب التمام
تُحَدِّد صيغة نصف فَرْجَيْب التمام أو صيغة نصف السهم أو صيغة نصف الجيب المعكوس (بالإنجليزية: Haversine formula) مسافة الدائرة العظمى بين نقطتين على الكرة المعطاة بخطوط الطول ودوائر العرض. مهمة في الملاحة، إنها حالة خاصة للصيغة الأكثر عمومية في حساب المثلثات الكروية، قانون نصف السهم، الذي يربط جوانب وزوايا المثلثات الكروية.
وقد نشر الجدول الأول لنصف السهم باللغة الإنجليزية من قبل جيمس أندرو في 1805، ولكن فلوريان كايوري ينسب استخدام سابق إلى جوسيف دي مندوزا إي ريوس في 1801. صاغ جيمس إنمان [الإنجليزية] الاسم الإنجليزي "Haversine" في عام 1835.
هذه الأسماء تتبع من حقيقة أنها مكتوبة عادة بدلالة دالة نصف السهم، التي ادخلها hav(θ) = sin2(θ2). ويمكن أن تكون صيغ على قدم المساواة مكتوبة بدلالة أي مضاعف نصف السهم، مثل دالة السهم القديمة. قبل ظهور الحواسيب، كان إزالة القسمة والضرب بعوامل اثنين مناسبين بما فيه الكفاية بحيث تم وضع جداول قيم نصف السهم واللوغاريتمات في النصوص عن الملاحة وحساب المثلثات في القرن التاسع عشر وأوائل القرن العشرين. في هذه الأيام، يكون شكل نصف السهم مناسبًا أيضًا لأنه لا يحتوي على معامل أمام دالة مربع الجيب sin2.

## صياغة
لتكن الزاوية المركزية Θ بين أي نقطتين على الكرة:
{\displaystyle \Theta ={\frac {d}{r}}}
حيث:
- d هو المسافة بين النقطتين على طول دائرة عظمى من الكرة
- r هو نصف قطر الكرة

تسمح صيغة نصف السهم بحساب نصف سهم الزاوية Θ (أي hav(Θ))) مباشرة من خط العرض وخط الطول للنقطتين:
{\displaystyle \operatorname {hav} \left(\Theta \right)=\operatorname {hav} \left(\varphi _{2}-\varphi _{1}\right)+\cos \left(\varphi _{1}\right)\cos \left(\varphi _{2}\right)\operatorname {hav} \left(\lambda _{2}-\lambda _{1}\right)}
حيث
- φ1، φ2 هما خط عرض النقطة 1 والنقطة 2 (بالراديان)،
- λ1، λ2 هي خط الطول من النقطة 1 وخط طول من النقطة 2 (في راديان).

وأخيرا، فإن دالة نصف السهم hav(Θ)، المطبقة أعلاه على كل من الزاوية المركزية Θ والفروق في خط العرض وخط الطول، هي:
{\displaystyle \operatorname {hav} (\theta )=\sin ^{2}\left({\frac {\theta }{2}}\right)={\frac {1-\cos(\theta )}{2}}}
لحل المسافة d، نقوم بتطبيق دالة «قوس نصف السهم» (الدالة العكسية لنصف السهم) على h = hav(Θ) أو استخدام دالة قوس الجيب (دالة عكسية للجيب):
{\displaystyle d=r\operatorname {archav} (h)=2r\arcsin \left({\sqrt {h}}\right)}
أو بشكل أكثر وضوحًا:
{\displaystyle {\begin{aligned}d&=2r\arcsin \left({\sqrt {\operatorname {hav} (\varphi _{2}-\varphi _{1})+(1-\operatorname {hav} (\varphi _{1}-\varphi _{2})-\operatorname {hav} (\varphi _{1}+\varphi _{2}))\cdot \operatorname {hav} (\lambda _{2}-\lambda _{1})}}\right)\\&=2r\arcsin \left({\sqrt {\sin ^{2}\left({\frac {\varphi _{2}-\varphi _{1}}{2}}\right)+\left(1-\sin ^{2}\left({\frac {\varphi _{2}-\varphi _{1}}{2}}\right)-\sin ^{2}\left({\frac {\varphi _{2}+\varphi _{1}}{2}}\right)\right)\cdot \sin ^{2}\left({\frac {\lambda _{2}-\lambda _{1}}{2}}\right)}}\right)\\&=2r\arcsin \left({\sqrt {\sin ^{2}\left({\frac {\varphi _{2}-\varphi _{1}}{2}}\right)+\cos \varphi _{1}\cdot \cos \varphi _{2}\cdot \sin ^{2}\left({\frac {\lambda _{2}-\lambda _{1}}{2}}\right)}}\right).\end{aligned}}}
عند استخدام هذه الصيغ، يجب على المرء التأكد من أن h لا يتجاوز 1 بسبب خطأ الفاصلة المتحركة (d هو عدد حقيقي وحيد من أجل 0 ≤ h ≤ 1). h يقترب فقط من 1 للنقاط المتقابلة قطريًا (على جوانب المتقابلة للكرة) -- في هذه المنطقة، تؤول الأخطاء العددية الكبيرة نسبيًا إلى الظهور في الصيغة عند استخدام المحدودة. (تُكتب الصيغة أعلاه أحيانًا بدلالة دالة قوس الظل، ولكن هذا يعاني من مشاكل رقمية مماثلة بالقرب من h = 1.)
كما هو موضح أدناه، يمكن كتابة صيغة مماثلة باستخدام جيب التمام (يسمى أحيانا قانون جيب للتمام الكروي، لا ينبغي الخلط بينه وبين قانون جيب التمام للهندسة المستوية) بدلا من نصف السهم، ولكن إذا كانت النقطتان متقاربتان (على سبيل المثال كيلومتر واحد، على الأرض) قد ينتهي بك الأمر مع cos(dR) = 0.99999999، مما يؤدي إلى إجابة غير دقيقة. بما أن صيغة نصف السهم يستخدم الجيوب، فإنه يتجنب تلك المشكلة.
أي من الصيغتين هو فقط تقريب عند تطبيقه على الأرض، وهي ليست كرة مثالية: يتراوح «نصف قطر الأرض» R من 6356.752 كم عند القطبين إلى 6378.137 كم عند خط الاستواء. والأهم من ذلك، أن نصف قطر انحناء خط شمال-جنوب على سطح الأرض أكبر بنسبة 1% عند القطبين (تساوي تقريبًا 6399.594 كم) منه عند خط الاستواء (تساوي تقريبًا 6335.439 كم) -- وبالتالي لا يمكن ضمان صحة صيغة نصف السهم وقانون جيب التمام إلى أفضل من 0.5%.[بحاجة لمصدر] تعطى طرق أكثر دقة التي تراعي تفلطح الأرض من خلال صيغ فينسنتي [الإنجليزية] والصيغ الأخرى.

## قانون نصف السهم

مثلث كروي حله قانون نصف السهم.

باعتبار كرة الوحدة (كرة نصف قطرها 1)، تعرَّف «المثلث» على سطح الكرة بواسطة الدوائر العظمى التي تربط ثلاث نقاط u وv وw على الكرة. إذا كانت أطوال هذه الأضلاع الثلاثة هي a (من u إلى v)، و b (من u إلى w)، و c (من v إلى w)، والزاوية المقابلة لـ c هي C، فإن قانون نصف السهم ينص على ما يلي:
{\displaystyle \operatorname {hav} (c)=\operatorname {hav} (a-b)+\sin(a)\sin(b)\operatorname {hav} (C).}
بما أن الكرة عبارة عن كرة الوحدة، فإن الأطوال a و b و c تساوي ببساطة الزوايا (بالتقدير الدائري) التي تقابلها تلك الجوانب من مركز الكرة (بالنسبة إلى كرة غير الوحدة، يكون كل من تلك أطوال الأقواس مساويًا لزاويتها المركزية مضروبًا في نصف القطر R للكرة).
من أجل الحصول على صيغة نصف السهم للقسم السابق من هذا القانون، نعتبر ببساطة الحالة الخاصة حيث u هو القطب الشمالي، بينما v و w هما النقطتان اللتان ستحدَّد فصلهما d. في هذه الحالة، a وb هن π2 − φ1,2 (أي، تمام العرض)، و"c" هو فصل خط الطول dR، و"c" هو λ2 − λ1 المطلوب. مشيرا إلى أن sin(π2 − φ) = cos(φ)، يتبع صيغة نصف السهم على الفور.
لاشتقاق قانون نصف السهم، نبدأ مع قانون جيب التمام الكروي:
{\displaystyle \cos(c)=\cos(a)\cos(b)+\sin(a)\sin(b)\cos(C).\,}
كما ذكرنا أعلاه، فإن هذه الصيغة هي طريقة غير مشروطة لحل "c" عندما تكون "c" صغيرة. بدلاً من ذلك، نعوض المتطابقة cos(θ) = 1 − 2 hav(θ)، ونستخدم أيضاً متطابقة الفرق cos(a − b) = cos(a) cos(b) + sin(a) sin(b)، للحصول على قانون نصف السهم المذكور الأعلاه.